# LTC Oude Pekela
LTC Oude Pekela is een Nederlandse tennisvereniging gelegen aan de Raadhuislaan in Oude Pekela. De vereniging werd op 28 mei 1965 opgericht en telt anno 2024 zo'n 140 actieve leden.